# Julius Fliess
Julius Jakob Fliess (geboren  am 18. Oktober 1876 in Bernau bei Berlin; gestorben 2. März 1955 in Berlin) war ein deutscher Rechtsanwalt und Notar.

## Leben
Julius Fliess nahm am Ersten Weltkrieg teil, wo er schwer verwundet wurde und hohe Auszeichnungen erhielt. Er arbeitete als Rechtsanwalt in Berlin und war bis 1933 Mitglied des Berliner Kammervorstandes. Danach wirkte er zusammen mit Theodor Dellevie (1884–1941) als Interessenvertreter der jüdischen Anwälte gegenüber dem preußischen Justizministerium. Dabei kam es im Frühjahr 1934 zu einer heftigen Auseinandersetzung zwischen Fliess und dem späteren Vorsitzenden des Volksgerichtshofes, Roland Freisler, der damals Ministerialdirektor im preußischen Justizministerium war. Freisler bedeutete Fliess, dieser solle auf seine Berufskollegen „im Sinne einer stärkeren Zurückhaltung einwirken“ statt „schon wieder zu Gunsten der jüdischen Anwälte“ Forderungen zu stellen.
Im Jahre 1935 erhielt Fliess Berufsverbot als Notar. Er zählte zu den letzten jüdischen Anwälten, die nun als „Konsulenten“ bezeichnet nach 1938 noch in Berlin arbeiten konnten. Im November 1941 wurde dem damals am Reichsgericht tätigen Reichsgerichtsrat Hans von Dohnanyi bekannt, dass Fliess mit seiner Familie deportiert werden sollte. Er veranlasste Admiral Wilhelm Canaris, Chef der Abwehr des militärischen Geheimdienstes der Wehrmacht, zu intervenieren, um einen Aufschub der Deportation zu erreichen. Ab Mai/Juni 1942 plante Canaris, die Familie Fliess als angebliche Agenten im sogenannten Unternehmen Sieben über die Grenze in die Schweiz zu bringen. Dies gelang im September 1942, wodurch sie vor der Deportation bewahrt wurden. Der Aufzeichnung seiner Tochter Dorothee Fliess zufolge war das Einverständnis des Reichsführer SS Heinrich Himmler erreicht worden, indem dieser zu der Fehlannahme verleitet wurde, Fliess sei Teil einer kleinen „Gruppe von Personen [die] als Juden getarnt“ ins Ausland gebracht würden und als „eine Art Spitzel für Deutschland tätig sein sollten“.
Nach dem Krieg kehrte Fliess 1947 nach Deutschland zurück und nahm seine Anwaltstätigkeit in Berlin wieder auf.